# 高岡早紀
高岡 早紀（たかおか さき、1972年12月3日 - ）は、日本の女優、歌手。神奈川県藤沢市出身。アオイコーポレーション所属（2011年に個人事務所エアジンを設立）。

## 略歴

### 芸能界デビュー
幼少期から藤沢市の安田バレエ教室でクラシックバレエを習う。
雑誌『セブンティーン』のモデルとして芸能活動を開始。
1987年、バレリーナになるつもりで海外留学の資金集めをどうするか考えていた所、靴メーカー「マドラス」主催の「第3回シンデレラ・コンテスト」を知り、優勝賞金500万円につられて深く考えずに応募。その回の出場者の中で最年少だったが優勝し、直後にCMデビューが前提のコンテストだったことを初めて知る。
1988年4月、「マドラス」のテレビCMで俳優・岡田眞澄と共演。同月30日、「高岡早紀」の芸名でCMソングの『真夜中のサブリナ』をリリースし、アイドル歌手としてデビューした。同期デビューの歌手はWink、田中律子、西田ひかるら。
1989年10月7日公開の映画 『cfガール』にて女優デビュー。1990年には映画『バタアシ金魚』に出演した。
意図せず芸能界デビューすると次々に仕事が決まったことで、当初思っていたバレリーナになる夢は断念した。ただし、高校3年生になった頃に周りが進学や就職を考える中、高岡も「このままでいいのか？」と迷いが生まれたことが発端となり、93年頃に当時の事務所を辞めて数ヶ月間ロンドンに留学してバレエ教室と英会話スクールに通った。
堀越高等学校を卒業した1990年に、ハウスフルーツインゼリーのCMに出演。
1992年は写真集『WAOOOO!!』を出版する。

### 転機となった映画出演
1994年、映画 『忠臣蔵外伝 四谷怪談』（以下、『忠臣蔵』）に出演し、ヌードを披露。同作品では第18回日本アカデミー賞の最優秀主演女優賞などを受賞する。翌年には、篠山紀信撮影のヘアヌード写真集 『one, two, three』を出版。映画、写真集と相次いでヌードを公開した。
1995年から放映された「アパガード」（株式会社サンギ）のCMでは、俳優の東幹久と共演、「芸能人は歯が命」というキャッチフレーズは流行語となった。
芸能事務所は、ボンド企画、フロム・ファースト、スターダストプロモーション、再度フロム・ファースト、エイベックス・マネジメントと変遷し、2011年に個人事務所エアジンを設立。芸能事務所と業務提携の形をとっていた。2019年6月1日よりtos-sに所属、2021年1月にジョイナス エンターテインメントに移籍し、2022年8月1日からはアオイコーポレーションに所属。

### さらなる活躍
結婚・子育てによる一時休業を経て（後述）女優活動復帰後、2005年に舞台「キレイ 神様と待ち合わせした女」への出演が決まる。しかし本番2週間前の稽古中に転倒し、本人によると女優を続けることに不安がよぎるほどの顔に大きなケガを負った。その後何とか無事に治り出演を果たしたが、本人は当時を振り返って「あの舞台を降板していたら、そのまま女優を辞めていたと思う」と語った。
2013年の主演映画「モンスター」のエンディング曲を歌ったことがきっかけで、歌手活動を再開した。また、2019年に五十嵐貴久原作のホラー・サスペンス「リカ」シリーズのリカ役として出演したドラマが話題となり、その後公開された映画「リカ〜自称28歳の純愛モンスター〜」でも同役を演じた。
2021年5月20日に初のエッセー「魔性ですか？」を出版。

## エピソード

### 子供時代
父親は横浜でジャズ・ライブハウスを経営していたものの高岡が幼い頃に他界。母親一人で育てられた。妹はモデルの高岡由美子。
海の近くに住んでいたことから幼少時は砂浜が遊び場で、洋服のまま砂浜を駆け回りどろんこになって家に帰ってくるような子だった。ただし、当時は口数が少なく自己表現が苦手で基本的には大人しい性格だった。
高岡によると母の「父を失った寂しさを感じさせたくない」との思いから、母子家庭ながら小学生の頃からピアノ、習字、スイミングなどのお稽古事に通わせてもらっていた。その中でも6歳の頃に始めたクラシックバレエは、「言葉での表現が苦手な自分でもバレエなら表現できる」とのことで夢中になった。

### 『忠臣蔵外伝四谷怪談』について
19歳の頃、『忠臣蔵外伝 四谷怪談』の撮影で深作欣二監督と出会ったことが女優としての転機になったと語っている。
先述のロンドン留学中に「面白い仕事があるから帰ってきませんか？」と日本から連絡があり帰国して出演したのが同作品だった。高岡はヒロインのお岩役を演じることになったが、本格的な時代劇は未経験だったため、単身で京都の松竹撮影所に入ると着物の所作を学ぶところから始まった。着付け、歩き方、雑巾の絞り方まで細かな指導を受け、日舞の先生にもついて朝から晩まで様々なお稽古をしては撮影所とホテルを往復するだけの日々を送った。
その後始まった撮影現場では、映画製作に妥協を許さない深作から何度も怒鳴られながら何十回もリハーサルを繰り返した。ある日高岡がお岩役をどう演じたらいいか分からず音をあげると、深作から「俺は男だから分からない。お前は女なんだから女の気持ちが分かるだろう」と言われた。これについて高岡は、「目からうろこが落ちた。『どんな役でも自分なりに演じればいい』ということに気付された。監督のこの言葉は女優としての私の宝物です」と語っている。

### 対人関係

#### 結婚生活、恋人など
子供の頃から「母と同じ23歳で結婚したい」との思いもあり、1996年に俳優の保阪尚希と結婚。ちなみに交際期間は3か月だった。1998年に長男、2000年に次男と2人の息子を出産。この間出産や子育てのため一時仕事を休業。2004年6月に離婚（息子2人の親権は保阪が得た）。2010年9月に女児（父親は当時交際していて一度は再婚を考えた6歳上の青年実業家）を出産。なお、高岡は3児とも自宅で出産しており、妹の高岡由美子も立ち会いを経験した影響を受けて同様である。
2014年頃からのパートナーは、外食産業ダイヤモンドダイニング社長の松村厚久。

#### 山下洋輔について
ジャズピアニストの山下洋輔夫妻は両親の親友で、家族ぐるみの付き合いがあるという。山下は、過去に父のライブハウスによく出演しており、高岡は幼少の頃から可愛がられてきた。その後山下とは映画「モンスター」でビアノ演奏する彼と共演したり、2015年のジャズの祭典「SAPPORO CITY JAZZ」（サッポロ・シティ・ジャズ）では山下洋輔トリオにゲストボーカルとして迎えられ、ドラマーの村上 “ポンタ” 秀一とも共演した。

## 受賞歴
バタアシ金魚
- 第5回高崎映画祭・ベストアイドル賞

忠臣蔵外伝 四谷怪談
- 第68回キネマ旬報ベスト・テン・主演女優賞
- 第19回報知映画賞・主演女優賞
- 第7回日刊スポーツ映画大賞・石原裕次郎賞・主演女優賞
- 第37回ブルーリボン賞・主演女優賞
- 第16回ヨコハマ映画祭・主演女優賞
- 第18回日本アカデミー賞
  - 最優秀主演女優賞[15]
  - 新人俳優賞

KYOKO
- 第51回毎日映画コンクール・女優主演賞

## 出演

### テレビドラマ
- スターライト・キッズ 新・北斗七星伝説（1989年10月11日、TBS） - 美香 役
- ダンシング・ミステリー〜トリノ発東京物語（1989年、テレビ東京） - 立原サキ 役
- びんた（1990年、TBS） - 赤木つばめ 役
- いつか誰かと朝帰りッ（1990年、フジテレビ） - 山本寿々子 役
- 冬の京都幽霊事件（1991年、テレビ朝日） - 主演・水谷麻衣子 役
- LOVE あなたに逢いたい「最後の質問」（1991年、フジテレビ）
- 映画みたいな恋したい「オールウェイズ」（1991年、テレビ東京） - 主演
- ルージュの伝言「ANNIVERSARY」（1991年、TBS）
- 世にも奇妙な物語「この気持ち伝えて」（1991年8月8日、フジテレビ） - 主演・北川絵里子 役
- 三浦海岸・魚河岸物語（1991年、TBS）
- ポールポジション!愛しき人へ…（1992年、日本テレビ） - 羽仁加奈 役
- NHKスペシャル ニューウェーブドラマ 列島ドラマシリーズ(1) 魚のように（1993年3月28日、NHK総合、【W主演：藤谷美紀】） - 主演・清文 役[16]
  - 1993年番組制作局長特賞受賞作品
  - 原作 中脇初江 第2回 松山市坊っちゃん文学賞大賞受賞作 ISBN 4-309-40513-4
- 坊っちゃん -人生損ばかりのあなたにささぐ-（1994年、NHK） - モナリザ 役
- 湯けむり女子大生騒動（1994年、ABC） - 河合瀬梨香 役
- 恋の宝石箱「シュプールは行方不明」（1994年、日本テレビ） - 主演・佑子 役
- 涙たたえて微笑せよ 明治の息子・島田清次郎（1995年、NHK）
- ワイン殺人事件25歳の夏（1995年、NHK） - 主演・香 役
- 海がきこえる 〜アイがあるから〜 (1995年、テレビ朝日） - 津村知沙 役
- ピュア（1996年、フジテレビ） - 寺尾マチ子 役
- ひと夏のプロポーズ（1996年、TBS） - 斉藤晶子 役
- かんにんな? 川谷拓三と家族が歩んだ愛と涙の200日（1996年、テレビ朝日）
- 風光る剣 -八嶽党秘聞-（1997年、NHK正月時代劇） - お芳 役
- ストーカー 逃げきれぬ愛（1997年、読売テレビ） - 主演・岸本海 役
- 大河ドラマ（NHK）
  - 元禄繚乱 （1999年） - お順 役
  - 軍師官兵衛（2014年） - お紺 役
  - べらぼう〜蔦重栄華乃夢噺〜（2025年） - つよ 役[17]
- ハッピー 愛と感動の物語 （1999年、テレビ東京） - 主演・高野香織 役
- ザ・ドクター（1999年、TBS） - 朝倉由希 役
- ハッピー2 愛と感動の物語（2000年、テレビ東京） -  主演・高野香織 役
- 鉄甲機ミカヅキ（2000年、フジテレビ） - 岩動朋子 役
- 介護ビジネス（2001年、NHK）
- 少年は鳥になった（2001年、TBS）
- たのしい幼稚園（2001年、TBS） - 主演・星ゆかり 役
- 生きるための情熱としての殺人（2001年、テレビ朝日） - 三崎京子 役
- 明るいほうへ 明るいほうへ（2001年、TBS） - 青柳峰子 役
- 本家のヨメ（2001年、日本テレビ） - 山田玲子 役
- 人にやさしく 第6話（2002年、フジテレビ） - 奈々 役
- 14ヶ月 〜妻が子供に還っていく〜（2003年、読売テレビ） - 主演・五十嵐裕子 役
- 真実一路（2003年、東海テレビ） - 主演・林田（守川）むつ子役
- 彼女が死んじゃった。 第1・2話（2004年、日本テレビ） - 南香織里 役
- みんな誰かを殺したい（2004年、テレビ東京） - 町村寄子 役
- 樋口一葉物語（2004年、TBS）
- 相棒 season3 第7話（2004年、テレビ朝日） - 辻村めぐみ 役 ※欠番作品
- ナニワ金融道 第6話（2005年、フジテレビ） - 竹下樹理 役
- 不機嫌なジーン 第3話（2005年、フジテレビ） - 北小路玲子 役
- 渡された場面（2005年、テレビ東京） - 真野信子 役
- 女と男と物語 PARTIII「昼下がりの決意」（2005年、テレビ朝日） - 麻里子 役
- 大奥 〜華の乱〜（2005年、フジテレビ） - 右衛門佐 役
- おかしなふたり（2006年、フジテレビ） - 結城文枝 役
- 松本清張スペシャル・指（2006年、日本テレビ） - 北岡美穂 役
- プリマダム（2006年、日本テレビ） - 吉村夏芽 役
- 不信のとき〜ウーマン・ウォーズ〜（2006年、フジテレビ） - 大澤千鶴子 役
- 慶次郎縁側日記3 第3話（2006年、NHK） - おもと役
- 仕掛人 藤枝梅安（2006年、フジテレビ） - おもん 役
- おみやさん 最終話（2006年、テレビ朝日） - 南条瑞江 役
- 愛の流刑地（2007年、日本テレビ） - 入江冬香 役
- 孤独の賭け〜愛しき人よ〜（2007年、TBS） - 千種寿都子 役
- 肩ごしの恋人（2007年、TBS） - 室野るり子 役
- 雪之丞変化（2008年、NHK） - お初 役
- 課長島耕作（2008年、日本テレビ） - 馬島典子 役
- 氷の華（2008年、テレビ朝日） - 高橋康子 役
- 課長島耕作2 -香港の誘惑-（2008年、日本テレビ） - 馬島典子 役
- 寧々〜おんな太閤記（2009年、テレビ東京） - お市 役
- イケ麺新そば屋探偵〜いいんだぜ!〜 第11話（2009年、日本テレビ） - サキコ 役
- JIN-仁- 第4・5話（2009年、TBS） - 夕霧 役
- テンペスト（2011年、NHK BSプレミアム） - 聞得大君 役
- タイトロープの女（2012年、NHK） - 十倉恭子 役
- ナサケの女 スペシャル 〜国税局査察官〜（2012年、テレビ朝日） - 万城野節子 役
- 警察医・秋月桂の検死ファイル（2012年、フジテレビ） - 堀内小夜子 役
- Answer〜警視庁検証捜査官 第1話（2012年、テレビ朝日） - 塚田綾乃 役
- たぶらかし-代行女優業・マキ- 第3話（2012年、読売テレビ） - 斉藤あやめ 役
- 山村美紗サスペンス 黒の滑走路2（2012年、フジテレビ） - 牧村愛 役
- ぼくの夏休み（2012年、東海テレビ） - 上条佐代 / 青山詩緒里 役（二役）
- レジデント〜5人の研修医 第8 - 10話（2012年、TBS） - 矢沢久美 役
- 松本清張没後20年・ドラマスペシャル 熱い空気（2012年、テレビ朝日） - 細川寿子 役
- 命のあしあと（2013年、NHK） - 日高里美 役
- 遺留捜査 第3シリーズ 第1話（2013年、テレビ朝日） - 永井涼子 役
- 鴨、京都へ行く。-老舗旅館の女将日記- 第5話（2013年、フジテレビ） - 望月幸子 役
- 殺しの女王蜂（2013年、テレビ東京） - ビッグママ 役
- 独身貴族 第2話（2013年、フジテレビ） - 神崎清美 役
- 冤罪死刑（2013年、テレビ朝日） - 池端仁美 役
- 夫のカノジョ 第7・8話（2013年、TBS） - 間宮由香里 役
- 宮本武蔵（2014年、テレビ朝日） - お甲 役
- 刑事110キロ 第2シリーズ 特別編（2014年、テレビ朝日） - 羽鳥玲美 役
- ファースト・クラス 第8話（2014年、フジテレビ） - 長峰麗子 役（特別出演）
- 森村誠一の終着駅シリーズ28（2014年、テレビ朝日） - 志賀邦枝 役
- 警視庁捜査一課9係 season9 2時間スペシャル（2014年、テレビ朝日） - 久松恵理子 役
- ヒガンバナ〜女たちの犯罪ファイル（2014年、日本テレビ） - 鈴木遥子 役
- 女はそれを許さない 第7話（2014年、TBS） - 神谷菜津子 役
- 平成猿蟹合戦図（2014年、WOWOW） - 山下美姫 役
- 東京センチメンタル（2014年12月30日、テレビ東京） - 設楽靖子 役[18]
- 夏樹静子サスペンス 逆転弁護士ヤブハラ 証言拒否（2015年2月18日、テレビ東京） - 岩井智子 役
- 神谷玄次郎捕物控2 第1話（2015年、NHK BSプレミアム） - おとせ 役
- 天皇の料理番（2015年、TBS） - 森田梅 役
- 天使と悪魔-未解決事件匿名交渉課- 第1話（2015年、テレビ朝日） - 吉川美加子 役
- アイムホーム 第1話（2015年、テレビ朝日） - 銀座のクラブのママ 役
- 広域警察6（2015年、朝日放送） - 清水梓 役
- 探偵の探偵（2015年7月、フジテレビ） - 矢吹洋子 役
- タクシードライバーの推理日誌38（2015年8月29日、テレビ朝日） - 神崎睦美 役
- 名探偵キャサリン（2015年9月5日、テレビ朝日） - 久条麗子 役
- お助け司法書士! 会津若松“後妻業”殺人〜遺産トラブル編〜（2015年12月9日、テレビ東京） - 町田嘉奈子 役
- 新春時代劇『信長燃ゆ』（2016年1月2日、テレビ東京） - お市 役[19]
- 木曜時代劇『ちかえもん』（2016年1月 - 、NHK） - お玉 役[20]
- 制服捜査2（2016年2月1日、TBS） - 大月啓子 役
- 相棒 season14 最終話「ラストケース」（2016年3月16日、テレビ朝日） - 鴨志田慎子 役
- 創作テレビドラマ大賞「川獺（かわうそ）」（2016年3月29日、NHK総合） - 須藤圭子 役[21]
- お迎えデス。（2016年5月 - 6月、日本テレビ） - 阿熊久美子 役
- 賢者の愛 第1話-第3話（2016年8月 - 9月、WOWOW） - 澤村百合
- ヤッさん〜築地発!おいしい事件簿〜 最終話（2016年8月26日、テレビ東京） - 矢吹礼子 役
- 検事・沢木正夫4（2016年9月14日、テレビ東京） - 南亜矢 役
- ドクターX〜外科医・大門未知子〜 第4期 第4話（2016年11月3日、テレビ朝日） - 四葉美麗 役
- 突然ですが、明日結婚します（2017年1月 - 3月、フジテレビ） - 桜木夕子 役
- 冬芽の人（2017年4月5日、テレビ東京） - 前田えり 役
- ドラマミステリーズ 〜カリスマ書店員が選ぶ珠玉の一冊〜「妻の女友達」（2017年4月22日、フジテレビ） - 多田美雪 役
- 京都人の密かな愉しみ Blue 修業中（NHK BSプレミアム） - 萩坂唯子 役
  - 京都人の密かな愉しみ Blue 修業中 送る夏（2017年9月30日）
  - 京都人の密かな愉しみ Blue 修業中 祝う春（2018年4月14日）
  - 京都人の密かな愉しみ Blue 修行中 祇園さんの来はる夏（2019年8月17日）
  - 京都人の密かな愉しみ Blue 修業中 燃える秋（2021年1月30日）
- トットちゃん!（2017年10月 - 12月、テレビ朝日） - 伊藤華子 役[22]
- 奥様は、取り扱い注意 第2話（2017年10月11日、日本テレビ） - 落合夏希 役
- まかない荘2（2017年10月 - 12月、メ〜テレ） - 乗川和美 役
- 平成細雪（2018年1月7日 - 1月28日、NHK BSプレミアム） - 蒔岡幸子 役[23]
- 漫画みたいにいかない。 第9話 (2018年3月15日、日本テレビ)  - ヒロコ 役
- 花のち晴れ〜花男 Next Season〜（2018年4月17日 - 6月26日、TBS）- 馳利恵 役
- 未解決の女 警視庁文書捜査官 第2話（2018年4月26日、テレビ朝日） - 坂下菜々美 役
- ヒモメン 第6話（2018年9月1日、テレビ朝日） - 加賀美香 役
- 向かいのバズる家族（2019年4月 - 6月、日本テレビ） - 篝緋奈子 役
- リカ（2019年10月5日 - 11月30日、東海テレビ・フジテレビ系） - 主演・雨宮リカ 役[24][25]
  - リカ〜リバース〜（2021年3月20日 - 4月3日） - 主演・雨宮麗美 役[26]
- 探偵・由利麟太郎 第4話、第5話（2020年7月7日 - 7月14日、関西テレビ・フジテレビ系） - 原さくら 役
- 桜の塔（2021年4月15日 - 6月10日、テレビ朝日系） - 小宮志歩役[27]
- 連続テレビ小説 おかえりモネ（2021年5月17日 - 10月29日、NHK総合） - 高村沙都子 役[28]
- 二月の勝者-絶対合格の教室- 第2話・第3話（2021年10月23日・30日、日本テレビ） - 前田麗子 役
- だから殺せなかった（2022年1月9日 - 2月6日、WOWOW） - 小川万里子 役
- 先生のおとりよせ 第10話 - 第12話（2022年6月11日 - 25日、テレビ東京） - 壇ノ浦蜜子 役[29]
- 両刃の斧（2022年11月13日 - 12月18日、WOWOW） - 川澄多映子 役[30]
- 我らがパラダイス（2023年1月8日 - 3月12日、NHK BSプレミアム・BS4K）- 丹羽さつき 役[31]
- 弁護士ソドム（2023年4月28日 - 6月16日、テレビ東京） - 小田切翔子 役[32]
- ミワさんなりすます（2023年10月16日 - 12月7日、NHK総合） - 越乃彩梅 役[33]
- ジャンヌの裁き（2024年1月12日 - 3月8日、テレビ東京） - 甲野美弥 役[34]
- 笑うマトリョーシカ（2024年6月28日 - 9月6日、TBS） - 清家浩子 役[35][36][37]
- 財閥復讐〜兄嫁になった元嫁へ〜（2025年1月6日 - 3月10日、テレビ東京） - 伊勢響子 役[38]
- ワタシってサバサバしてるから2（2025年2月5日、NHK BSプレミアム4K / 2025年5月5日 - 6月5日、NHK総合） - 貝原貴子 役[39]

### Webドラマ
- 悪の教典-序章-（2012年、BeeTV） - 田浦潤子 役
- テラフォーマーズ/新たなる希望（2016年、dTV） - 小田桐美和 役
- 龍が如く〜Beyond the Game〜（2024年、Amazon Prime Video） - 麗奈 役[40]

### 映画
- cfガール（1989年10月7日、東映） - 長谷久美子役
- バタアシ金魚（1990年、シネセゾン） - ソノコ 役
- 橋のない川（1992年、東宝） - 峰村七重 役
- 忠臣蔵外伝 四谷怪談（1994年、松竹） - お岩 役
- KYOKO（1996年、デラ・コーポレーション） - 主演・キョウコ 役
- HAPPY PEOPLE（1997年、セアリズ=バップ） - 由喜子 役
- 岸和田少年愚連隊 望郷（1998年、松竹）
- ハッピー 劇場版（1998年、T&Kテレフィルム） - 主演
- 怪談新耳袋「手袋」（2004年、スローラーナー） - 主演
- 恋は五・七・五! （2004年、シネカノン） - ヨーコ先生 役
- 濡れた赫い糸（2005年、ジャパンホームビデオ） - 一美 役
- female フィーメイル「夜の舌先」（2005年、東芝エンタテインメント） - 主演・木原正子 役
- 欲望（2005年、メディア・スーツ） - 袴田阿佐緒 役
- 寝ずの番（2006年、角川ヘラルド・ピクチャーズ） - バーの女 役
- 悲しき天使（2006年、ツインズジャパン） - 主演・河野薫 役
- 長い散歩（2006年、キネティック） - 横山真由美 役
- 龍が如く 劇場版（2007年、東映） - 澤村由美 役
- 恋する日曜日 私。恋した（2007年、エム・エフボックス） - 中山絵里子 役
- memo（2008年、グランデ=AMGエンタテインメント） - 本橋道子 役
- 次郎長三国志（2008年、角川映画） - 投げ節お仲 役
- The ショートフィルムズ／みんな、はじめはコドモだった「イエスタデイワンスモア」（2008年、リトルバード） - 主演
- カフーを待ちわびて（2009年、エイベックス・エンタテインメント） - 友寄美晴 役
- The Harimaya Bridge はりまや橋（2009年、ティ・ジョイ） - 久保紀子 役
- 蜉蝣峠（2010年、ヴィレッヂ=ティ・ジョイ） - お泪 役
- コトバのない冬（2010年、ジョリー・ロジャー） - 主演・黒川冬沙子 役
- 劇場版テンペスト3D（2012年、角川映画） - 聞得大君 役
- 今日、恋をはじめます（2012年、東宝） - 神崎京香 役
- EDEN（2012年、SUMOMO） - 美沙子 役
- モンスター（2013年、アークエンタテインメント） - 主演・鈴原未帆 / 田淵和子 役
- クローズEXPLODE（2014年） - 鏑木風子 役
- 25 NIJYU-GO（2014） - 橘恭子 役
- 花宵道中（2014年） - 霧島 役
- 深夜食堂（2015年） - 川島たまこ 役
- 最低。（2017年） - 孝子 役
- 雪の華（2019年） - 平井礼子 役[41]
- ファーストラヴ（2021年2月11日、KADOKAWA） - 真壁早苗 役
- リカ〜自称28歳の純愛モンスター〜（2021年6月18日、ハピネットファントム・スタジオ） - 主演・雨宮リカ 役[42]
- マスカレード・ナイト (2021年9月17日) - 貝塚由里 役
- ちょっと思い出しただけ（2022年2月11日） - タクシーの乗客・カワイ 役
- はじまりの日（2024年10月11日、ソニー・ピクチャーズ エンタテインメント）[43]
- レイブンズ（2025年3月28日、アークエンタテインメント） - バー「南海（なみ）」の店主 役[44]
- 見える子ちゃん（2025年6月6日、KADOKAWA） - 四谷透子 役[45]

### Web映画
- クレイジークルーズ（2023年11月16日、Netflix） - 久留間美咲 役[46][47]

### 舞台
- 私の足ながおじさん（1990年）
- 竹中直人の会「こわれゆく男」（1993年）
- モロトフカクテル（1988年）
- マランドロ（1988年）
- キレイ 〜神様と待ち合わせした女〜（2005年）
- 獅童流 森の石松（2006年）
- The Who's Tommy（2007年）
- 表裏源内蛙合戦（2008年）
- LOVE30 VOL.3（2009年）
- 蜉蝣峠（2009年）
- THE 39 STEPS -秘密の暗号を追え!-（2010年）
- ウサニ（2012年）
- 阿修羅のごとく（2013年）
- 娼年（2016年） - 御堂静香 役[48][49]
- 朗読劇 ラヴ・レターズ（2016年） - メリッサ 役[50]
- デストラップ（2017年）
- 魔界転生（2018年）
- プラトーノフ（2019年）
- エレファント・マン（2020年）
- 愛するとき 死するとき（2021年）
- 毛皮のヴィーナス（2022年）
- Come Blow Your Horn〜ボクの独立宣言〜（2024年） - ベーカー夫人 役[51]

### 声優
- メガゾーン23 PART3（1989年） - 時祭イヴ 役 ※主題歌・挿入歌も担当。

### ラジオ
- 高岡早紀 No More Tears（ニッポン放送、「伊集院光のOh!デカナイト」箱番組）

### バラエティ
- 邦ちゃんのやまだかつてないテレビ（フジテレビ）
- ポップUP!（2022年4月8日 - 12月23日、フジテレビ） - 金曜日レギュラー

### CM
- マドラス
- リズム時計工業
- 花王
  - 「ビオレu」
  - 「メリット」
- メニコン「ソフトMA」
- シチズン「シチズンクロック」
- 日本ビクター
  - 「D-Creation」
  - 「甲子園ポスター」
  - 「MEZZO」
- 東洋水産
  - 「マルちゃん激めん」
  - 「マルちゃんホット天ぷら」
- サンヨー食品「サッポロ一番」
- タイガー魔法瓶
- 味の素「ホット・ワン」
- ハウス食品「フルーツインゼリー」
- サンギ「アパガードM」
- シビルスタッフ「スチール」

### 広告
- 日本ビクター 「ビクター・甲子園ポスター」キャンペーン（1989年）

## ディスコグラフィ

### シングル
| #                | 発売日           | タイトル           | B面                  | 規格             | 規格品番         | - オリコンチャート - 最高位 |
| ビクター音楽産業 | ビクター音楽産業 | ビクター音楽産業   | ビクター音楽産業     | ビクター音楽産業 | ビクター音楽産業 | ビクター音楽産業            |
| ---------------- | ---------------- | ------------------ | -------------------- | ---------------- | ---------------- | --------------------------- |
| 1st              | 1988年4月30日    | 真夜中のサブリナ   | NON! NON! NON!       | EP               | SV-9340          | 47位                        |
| 1st              | 1988年4月30日    | 真夜中のサブリナ   | NON! NON! NON!       | CT               | VST-10373        | 47位                        |
| 1st              | 1988年4月30日    | 真夜中のサブリナ   | NON! NON! NON!       | 8cmCD            | VDRS-1017        | 47位                        |
| 2nd              | 1988年11月21日   | 眠れぬ森の美女     | オーロラの微笑み     | EP               | SV-9381          | 21位                        |
| 2nd              | 1988年11月21日   | 眠れぬ森の美女     | オーロラの微笑み     | CT               | VST-10444        | 21位                        |
| 2nd              | 1988年11月21日   | 眠れぬ森の美女     | オーロラの微笑み     | 8cmCD            | VDRS-1094        | 21位                        |
| 3rd              | 1989年5月10日    | 悲しみよこんにちは | ソレイユ             | EP               | SV-9415          | 15位                        |
| 3rd              | 1989年5月10日    | 悲しみよこんにちは | ソレイユ             | CT               | VST-10490        | 15位                        |
| 3rd              | 1989年5月10日    | 悲しみよこんにちは | ソレイユ             | 8cmCD            | VDRS-1129        | 15位                        |
| 4th              | 1989年9月21日    | 薔薇と毒薬         | パンドラの舟         | EP               | SV-9444          | 19位                        |
| 4th              | 1989年9月21日    | 薔薇と毒薬         | パンドラの舟         | CT               | VST-10555        | 19位                        |
| 4th              | 1989年9月21日    | 薔薇と毒薬         | パンドラの舟         | 8cmCD            | VDRS-10001       | 19位                        |
| 5th              | 1990年2月11日    | フリフリ天国       | 見知らぬ彼女への伝言 | 8cmCD            | VIDL-10009       | 26位                        |
| 5th              | 1990年2月11日    | フリフリ天国       | 見知らぬ彼女への伝言 | CT               | VISL-13          | 26位                        |
| 6th              | 1990年10月3日    | セザンヌ美術館     | 悲しみのヴェニス     | 8cmCD            | VIDL-10068       | 76位                        |
| 7th              | 1991年9月21日    | Ni-ya-oo           | カ・ル・ナ・バ・ル   | 8cmCD            | VIDL-10157       | 71位                        |
| HYDRA RECORDS    |                  |                    |                      |                  |                  |                             |
| 8th              | 2021年9月10日    | 私の彼氏は200歳    | Our day will come    | EP               | HYDRA-024        | 圏外                        |

### 配信シングル
| #                          | 発売日                     | タイトル                           |
| ビクターエンタテインメント | ビクターエンタテインメント | ビクターエンタテインメント         |
| -------------------------- | -------------------------- | ---------------------------------- |
| 1st                        | 2013年4月3日               | 君待てども 〜I'm waiting for you〜 |

### アルバム

#### オリジナル・アルバム
| #                | 発売日           | タイトル         | 規格             | 規格品番         | - オリコンチャート - 最高位 |
| ビクター音楽産業 | ビクター音楽産業 | ビクター音楽産業 | ビクター音楽産業 | ビクター音楽産業 | ビクター音楽産業            |
| ---------------- | ---------------- | ---------------- | ---------------- | ---------------- | --------------------------- |
| 1st              | 1989年6月21日    | Sabrina          | LP               | SJX-30385        | 25位                        |
| 1st              | 1989年6月21日    | Sabrina          | CT               | VCH-10473        | 25位                        |
| 1st              | 1989年6月21日    | Sabrina          | CD               | VDR-1616         | 25位                        |
| 2nd              | 1990年3月21日    | 楽園の雫         | CD               | VICL-17          | 18位                        |
| 2nd              | 1990年3月21日    | 楽園の雫         | CT               | VITL-16          | 18位                        |
| 3rd              | 1990年9月21日    | Romancero        | CD               | VICL-63          | 17位                        |
| 3rd              | 1990年9月21日    | Romancero        | CT               | VITL-48          | 17位                        |
| 4th              | 1991年9月21日    | S'Wonderful      | CD               | VICL-226         | 55位                        |
| 4th              | 1991年9月21日    | S'Wonderful      | CT               | VITL-85          | 55位                        |

#### カバー・アルバム
| #                                         | 発売日                                    | タイトル                                  | 規格                                      | 規格品番                                  | - オリコンチャート - 最高位               |
| JVCケンウッド・ビクターエンタテインメント | JVCケンウッド・ビクターエンタテインメント | JVCケンウッド・ビクターエンタテインメント | JVCケンウッド・ビクターエンタテインメント | JVCケンウッド・ビクターエンタテインメント | JVCケンウッド・ビクターエンタテインメント |
| ----------------------------------------- | ----------------------------------------- | ----------------------------------------- | ----------------------------------------- | ----------------------------------------- | ----------------------------------------- |
| 1st                                       | 2014年10月22日                            | SINGS -Bedtime Stories-                   | CD+DVD- (Deluxe Edition)                  | VIZL-731                                  | 298位                                     |
| 1st                                       | 2014年10月22日                            | SINGS -Bedtime Stories-                   | CD- (通常盤)                              | VICL-64126                                | 298位                                     |
| 2nd                                       | 2017年8月23日                             | SINGS -Daydream Bossa-                    | CD+DVD- (Deluxe Edition)                  | VIZL-1213                                 | 258位                                     |
| 2nd                                       | 2017年8月23日                             | SINGS -Daydream Bossa-                    | CD- (通常盤)                              | VICL-64823                                | 258位                                     |

#### ベスト・アルバム
| #                                         | 発売日           | タイトル                                                | 規格             | 規格品番         | - オリコンチャート - 最高位 |
| ビクター音楽産業                          | ビクター音楽産業 | ビクター音楽産業                                        | ビクター音楽産業 | ビクター音楽産業 | ビクター音楽産業            |
| ----------------------------------------- | ---------------- | ------------------------------------------------------- | ---------------- | ---------------- | --------------------------- |
| 1st                                       | 1991年3月21日    | Mon Cher                                                | CD               | VICL-121         | 59位                        |
| 1st                                       | 1991年3月21日    | Mon Cher                                                | CT               | VITL-63          | 59位                        |
| ビクターエンタテインメント                |                  |                                                         |                  |                  |                             |
| 2nd                                       | 1995年5月24日    | Le Fetiche                                              | CD               | VICL-663         | 圏外                        |
| 3rd                                       | 2010年8月18日    | ゴールデン☆ベスト                                       | CD               | VICL-63442       | 圏外                        |
| JVCケンウッド・ビクターエンタテインメント |                  |                                                         |                  |                  |                             |
| 4th                                       | 2018年12月5日    | オールタイム・ベストアルバム 〜The Other Side of Love〜 | CD               | VICL-65082       | 圏外                        |

### 映像作品

#### ライブ/MV
| #                          | 発売日           | タイトル                                   | 規格             | 規格品番         |
| ビクター音楽産業           | ビクター音楽産業 | ビクター音楽産業                           | ビクター音楽産業 | ビクター音楽産業 |
| -------------------------- | ---------------- | ------------------------------------------ | ---------------- | ---------------- |
| 1st                        | 1989年12月16日   | GOOD NEWS 高岡早紀 1989 真夜中のバレリーナ | VHS              | VTM-208          |
| 1st                        | 1989年12月16日   | GOOD NEWS 高岡早紀 1989 真夜中のバレリーナ | LD               | VILL-13          |
| 2nd                        | 1990年11月21日   | セザンヌ美術館                             | VSD              | VIFL-12007       |
| 3rd                        | 1991年1月1日     | バラ色の館                                 | VSD              | VIFL-12008       |
| 4th                        | 1991年11月7日    | S'Wonderful!                               | VHS              | VIVL-51          |
| 4th                        | 1991年11月7日    | S'Wonderful!                               | LD               | VILL-45          |
| ビクターエンタテインメント |                  |                                            |                  |                  |
| 5th                        | 1992年3月21日    | Personal File Since 1988                   | VHS              | VIVL-69          |
| 5th                        | 1992年3月21日    | Personal File Since 1988                   | LD               | VILL-55          |

#### イメージビデオ
| #                    | 発売日               | タイトル                                   | 規格                 | 規格品番             |
| ジェイ・ブイ・ディー | ジェイ・ブイ・ディー | ジェイ・ブイ・ディー                       | ジェイ・ブイ・ディー | ジェイ・ブイ・ディー |
| -------------------- | -------------------- | ------------------------------------------ | -------------------- | -------------------- |
| 1st                  | 1991年12月21日       | 早紀・イン・ザ・ボックス -Saki in the Box- | VHS                  | 128JF-30             |
| 1st                  | 1991年12月21日       | 早紀・イン・ザ・ボックス -Saki in the Box- | LD                   | 49JL-014             |
| 大陸書房             |                      |                                            |                      |                      |
| 2nd                  | 1992年1月2日         | ストップ・モーション                       | VHS                  | IV-1085              |

### 参加作品
| 発売日         | 商品名                             | 歌       | 楽曲               | 備考                                      |
| -------------- | ---------------------------------- | -------- | ------------------ | ----------------------------------------- |
| 1989年10月21日 | MEGAZONE23 III ORIGINAL SOUNDTRACK | 高岡早紀 | 「悲劇のアイドル」 | OVA『メガゾーン23 III』エンディングテーマ |

### タイアップ
| 曲名                               | タイアップ                           | 収録作品                                           |
| ---------------------------------- | ------------------------------------ | -------------------------------------------------- |
| 真夜中のサブリナ                   | “マドラス” イメージソング '88        | シングル「真夜中のサブリナ」                       |
| 眠れぬ森の美女                     | “マドラス” イメージソング            | シングル「眠れぬ森の美女」                         |
| 眠れぬ森の美女                     | OVA『メガゾーン23 III』挿入歌        | シングル「眠れぬ森の美女」                         |
| 悲しみよこんにちは                 | マドラス春のキャンペーンソング       | シングル「悲しみよこんにちは」                     |
| パンドラの舟                       | OVA『メガゾーン23 III』主題歌        | シングル「薔薇と毒薬」                             |
| 君待てども 〜I'm waiting for you〜 | 映画『モンスター』エンディングテーマ | 配信シングル「君待てども 〜I'm waiting for you〜」 |

## 書籍

### 写真集
- Pirouette En Dehors（1989年6月、CBS・ソニー出版、撮影：堤あおい）ISBN 4-7897-0444-0
- ロマンセロ（1990年10月、ワニブックス、撮影：薮下 修）ISBN 4-8470-2155-X
- half moon(TYO tiny pictures)（1991年1月、CBS・ソニー出版、撮影：KiyotakaSaito）ISBN 4-7897-0625-7
- Private dreams（1991年10月、ワニブックス、撮影：山内順仁）ISBN 4-8470-2219-X
- ストップモーション（1991年12月、大陸書房）ISBN 4-8033-3758-6
- WAOOOO!!（1992年12月、ワニブックス、撮影：宅間国博）ISBN 4-8470-2306-4
- one, two, three（1995年1月、ぶんか社、撮影：篠山紀信）ISBN 4-8211-2085-2
- Accidents Series 11(Accidents11)（1999年6月、朝日出版社、撮影：篠山紀信）ISBN 4-255-99026-3
- TIME DIFFERENCE（2006年10月、小学館、撮影：篠山紀信）ISBN 4-0939-4593-4
- 小学館ビジュアル・ムック digi+KISHIN 高岡早紀（2006年10月、小学館、撮影：篠山紀信）ISBN 978-4-09-909438-6